# AS Béziers (2007)
AS Béziers is een Franse voetbalclub uit Béziers, in het departement Hérault.
In 2007 fuseerden Avenir Sportif Saint-Chinian, FC Béziers Méditerranée en Béziers-Méditerranée Football Cheminots tot AS Béziers. Voorheen was er ook al een club uit de stad met deze naam, maar de afkorting stond daar voor iets anders. De club nam de plaats van Saint-Chinian in de CFA 2 in en degradeerde in het eerste jaar al en ging naar de Division d'Honneur. Daar werd de club meteen kampioen en ook bij de terugkeer in de CFA 2 werd de titel behaald waardoor de club in 2010 naar CFA promoveerde. Na een aantal plaatsen in de middenmoot promoveerde de club in 2015 naar de Championnat National, de Franse derde klasse. In 2018 werd de club tweede en promoveerde naar de Ligue 2, waarna de club het seizoen erna meteen weer degradeerde. In 2020 degradeerde de club verder naar de National 2. Ondanks een 6de plaats in 2022 degradeerde de club wegens financiële problemen. In 2023 werd de club kampioen van de National 3, maar werd weer wegens financiële problemen een klasse lager gezet naar de Régional 1.

## Eindklasseringen
- 2008 17e
CFA2
- 2009 1e
Niveau 6
- 2010 1e
CFA2
- 2011 16e
CFA
- 2012 15e
CFA
- 2013 9e
CFA
- 2014 9e
CFA
- 2015 1e
CFA
- 2016 10e
National
- 2017 8e
National
- 2018 2e
National
- 2019 19e
Ligue 2
- 2020 16e
National
- 2021
National 2

- Niveau 2
- Niveau 3
- Niveau 4
- Niveau 5
- Niveau 6

| Seizoen   | №  | Clubs | Divisie                | WG | W  | G  | V  | Saldo | Punten | Tsch |
| --------- | -- | ----- | ---------------------- | -- | -- | -- | -- | ----- | ------ | ---- |
| 2015–2016 | 10 | 18    | Championnat National   | 34 | 11 | 11 | 12 | 35–38 | 44     | 879  |
| 2016–2017 | 8  | 18    | Championnat National   | 34 | 14 | 8  | 12 | 44–41 | 50     | 845  |
| 2017–2018 | 2  | 17    | Championnat National   | 34 | 13 | 13 | 6  | 41–29 | 52     |      |
| 2018–2019 | 19 | 20    | Ligue 2                | 38 | 9  | 11 | 8  | 33–50 | 38     |      |
| 2019-2020 | 16 | 18    | Championnat National   | 25 | 5  | 8  | 12 | 26-43 | 23     |      |
| 2020-2021 |    |       | Championnat National 2 |    |    |    |    |       |        |      |